# RW Гидры
RW Гидры (лат. RW Hydrae), HD 117970 — двойная катаклизмическая симбиотическая переменная звезда типа Z Андромеды (ZAND)** в созвездии Гидры на расстоянии приблизительно 4105 световых лет (около 1258 парсек) от Солнца. Фотографическая звёздная величина звезды — от +11,2m до +10m. Орбитальный период — около 370,2 суток*.

## Характеристики
Первый компонент — красный гигант спектрального класса M1-2IIIe, или M2epIII, или M2III, или M2, или Md. Масса — около 1,6 солнечной, радиус — около 80 солнечных, светимость — около 1247,334 солнечной. Эффективная температура — около 3835 K.
Второй компонент — аккрецирующий белый карлик. Масса — около 0,4 солнечной, радиус — около 0,066 солнечного. Эффективная температура — около 160000 К.